# 美甘村
美甘村（みかもそん）は、かつて岡山県の北部に位置した村である。真庭郡に属した。現在は合併により真庭市となっている。真庭市の中でも北西部にある中山間地域である。

## 沿革
1889年（明治22年）真島郡の美甘村・鉄山村・黒田村・田口村・延風村が合併して美甘村となり、それぞれの地区が大字になる。1900年（明治33年）真島郡と大庭郡が合併したため、真庭郡の所属となる。その後2005年（平成17年）平成の大合併の折、真庭市となる。

## 地理
岡山県の北部、真庭市の中部に位置し美甘・鉄山・黒田・田口・延風の5つの地区から成った。総面積は約67㎢。おもに新庄川、出雲街道、国道181号線に沿って町が開けている。西には真庭郡新庄村が隣接している。総面積の約90％が林野で占められていた。

## 歴史
美甘の名がはじめて文献に見られるのは、平安時代初期に書かれた『和名抄』。その中に「美甘」「美加茂」と記されている。平安時代の終わりには荘園美甘庄が成立。美甘、黒田、田口が属していた。ちなみに鉄山は建部庄に属していた。藤原兼実の日記『玉葉』に、その名が書かれている。
1221年（承久3年）鎌倉幕府に反抗した後鳥羽上皇が隠岐に配流された際、そこへ向かう道中に美甘も入っていたと言われる。戦国時代には、美甘が山陰へ通じる山陽側の要衝地だったため、勝山高田城の先鋒的な役割を担っていた。ただそのため、緒戦において常に戦火の被害を被っていた。
1646年（正保2年）美作国大名の森忠政により、美甘地域の地秤りが行われた。また1651年（慶安4年）美甘川の南にあった町屋敷を街道筋（後の出雲街道）のある北側に移すなど、森藩は1652年（承応元年）から3年かけて宿場をつくりあげたと言われている。その後、1666年（寛文6年）頃から街道筋が出雲街道と呼ばれはじめ、道の整備が進み、商人も往来するなど、美甘が宿場町として栄えた。1792年（寛政4年）表向きの宿屋がなかった美甘に宿屋がしたいという者が集まり、宿屋株を結成。23軒の宿屋ができた。ちなみに当時、通りには40軒ほどあり、そのうち23軒が宿屋になったと言われている。
1889年（明治22年）真島郡の美甘村・鉄山村・黒田村・田口村・延風村が合併して美甘村となる。

### 歴代村長
- 横山和市（1代目）
- 横山権二（2・3代目）
- 山崎治郎平（4代目）
- 影守晋治郎（5代目）
- 瀬恒勇蔵（6・7・8・9・15代目）
- 横山芳雄（10・11・12・19代目）
- 横山類次郎（13代目）
- 金次軍太郎（14代目）
- 小林利行（16・17・18代目）
- 廣岡美寅（20・21代目）
- 山口富泰（22・23・24・25代目）
- 中川勇（26・27・28代目）
- 植田健治（29代目）
- 小野田守利（30・31代目）
- 横野孝（32代目）
- 池田文治（33・34代目）[4]

### おもな災害・火事
1675年（延宝2年）、延宝の大火に見舞われ、美甘の町並みが一軒を残してすべて廃塵に帰した。また、1731年（享保15年）44戸が焼失する火事が起こった。火元の塚谷屋は造り酒屋などの盛んな商業活動により、美甘の町を賑やかな宿場に代えた立役者であった。1782年-1783年（天明2-3年）は全国的な飢饉。1785年（天明5年）には美甘で大洪水が起こり、1786年-1787年（天明6-7年）にはまた大飢饉に見舞われている。
その影響もあり、黒田地区は存続の危機を迎え、庄屋などが救済に奔走している。1802年（享和2年）たたら師の資本が入り、黒田地区を中心にたたらが盛んになった。黒田地区の百姓は鉄穴流しによる砂鉄をたたらにしたり炭焼きをしたり経済が立ち直った。ちなみに田口地区は他の地域と異なり、水源が弱いために、夏の灌漑に苦労したと言われる。そのためこの地区にだけ雨宮様という雨乞いの神様が祀られている。
1804年（享和4年）にも享和の火災と呼ばれる美甘が全焼する火事に見舞われている。1893年（明治26年）10月、暴風雨と洪水が起こり、死者が出ている。1909年（明治42年）には美甘尋常小学校の本校舎が全焼している。

## 産業
江戸時代中期、宿場町を中心に美甘村の株はおもに木地問屋株、鉄問屋株、造酒株、馬株などがあった。漆、桑、茶栽培も盛んであった。
江戸時代後期になると、他の地域から資本が流れるなど美甘はたたら製鉄が最も盛んな時代を迎える。鉄穴の跡が多く残っており、中でも黒畑奥・大俺・平島奥・羽仁の竜神山を中心とする広大な鉄穴流しの跡が当時を物語っている。また山腹に水路を巡らし、鉄穴流し場まで水を引いた鉄穴井手が各所に見受けられる。

## 教育
- 1911年（明治44年）-美甘尋常小学校の新築校舎を落成する[4]。
- 1926年（大正15年）-美甘青年訓練所を新設する[4]。
- 1947年（昭和22年）-美甘国民学校を美甘小学校と改称する。また美甘中学校も設立。合わせてPTAを結成している[4]。
- 1949年（昭和24年）-美甘中学校の木造校舎を新築する[4]。
- 1952年（昭和27年）-美甘村教育委員会を設置する[4]。
- 1953年（昭和28年）-美甘小学校の講堂を新築する[4]。
- 1964年（昭和39年）-美甘小学校分校を廃止。統合小学校となる[4]。
- 1966年（昭和41年）-美甘小学校の校舎が落成する[4]。
- 1968年（昭和43年）-美甘へき地保育所を美甘小学校内に移転する[4]。
- 1973年（昭和48年）-美甘保育園が落成する。定員は90名[4]。
- 1977年（昭和52年）-美甘小学校創立100周年記念[4]。
- 1978年（昭和53年）-美甘中学校の新校舎が落成する。合わせて美甘村コミュニティセンターも落成し、記念式典が行われている[4]。
- 1984年（昭和59年）-美甘村健康増進施設が完成する[4]。

## 観光・文化

### おもな名所・旧跡
- 宇南寺 - 高野山真言宗。美作八十八ヵ所霊場のひとつであり、本尊は金剛界大日如来。創建は不明だが、鎌倉時代には幕府から寺領70石を拝している[3]。太平堂と呼ばれる本堂は1959年（昭和34年）に県指定の重要文化財になっている。またその太平堂には大太鼓が保存されている。
- 玉泉寺 - 高野山真言宗。1183年（寿永3年）創建。宥沢大和尚が開基し、本尊は大日如来。美作八十八ヵ所霊場のひとつであり、ガン封じや厄除けの寺として知られている[3]。
- 麓城跡 - 呼称が多く、『作陽誌』では麓城、『美作鏡』では麓山城などと呼ばれる。戦国時代、尼子勢と毛利勢などが争った地で、三浦氏が治めていた勝山高田城の出城。城下には腹切り石、女中墓などが残っている[3]。
- 美甘神社 - 創建は不明だが、美甘郷の総鎮守神として味鋤高彦根命を祀っている。御祭神の別名を御鴨神ということから御鴨神社と呼ばれた[3]。その後1873年（明治6年）に御鴨神社から美甘神社と改めた。境内には本殿の他、疫神社・若宮神社などもある。
- 美甘宿場桜 - 新庄川の堤防沿いに咲く桜並木。旧出雲街道美甘宿の町裏に、約600mの間に50本の桜が植えられ、開花期間中はライトアップもされている。
- 美甘渓谷 - 新庄川中流にある長さ約6kmの渓谷。一部通行できない箇所があるものの、一帯はオオサンショウウオの生息地として知られる景勝地である。
- 出雲街道 - 美甘村内の出雲街道は約13km[3]。ただ「美甘三里は五里ござる」と言われるほど難所が多かった。現在は廃道となり久しく、道筋がわからなくなっているところもある[4]。
- 堂の前遺跡 - 1985年（昭和60年）に土器の出土をきっかけに発見された弥生時代の竪穴建物跡[4]。その後、周辺から縄文時代後期から中世に至るまでの土器や石器、鉄器などが出土した。竪穴建物は復元されたが、現在は更地になっている。
- 香杏館 - 美甘出身の医学者横山廉造が診療所として使用した建物。香杏は横山廉造の号による。リノベーションされ、喫茶やコミュニティスペースとなっている。
- 竹元寺 - 高野山真言宗。本尊の銅造聖観音立像は天平期の地方作と言われ、県指定の重要文化財になっている。ちなみに高さは台座を含めて約43cm[3]。
- その他 - 二本杉の六地蔵・首切峠・馬頭観音・舟形地蔵・宝蔵寺・平島薬師堂・八幡神社

### 文化
- 美甘天神祭り
- プラントオパール

### 特産
- 手まり
- ヒメノモチ
- ヤマメ
- 宇南寺焼き
- 古代米

### 出身者
- 横山廉造 - 医学者。1828年（文政11年）美甘の庄屋横山平右衛門篤興の末男として生まれる。山田方谷のもとで儒学を学び、1849年（嘉永2年）京に上り、小石玄瑞などから医術を学び、1852年（嘉永5年）美甘に戻って開業。診療所「香杏館」を開き、天然痘や伝染病コレラ発生時には予防医として活躍した。1883年（明治17年）に亡くなっている[2]。ちなみに香杏館の香杏とは横山廉造の号である。

## おもな施設
- 真庭市役所美甘振興局
- 真庭市立美甘小学校
- 美甘郵便局
- 真庭消防署美新分署
- クリエイト菅谷
- 大久留見山森林公園
- しげや旅館